# Qatar Airways
Qatar Airways (Code AITA : QR ; code OACI : QTR) (en arabe : القطرية romanisation : Al Qatariyah) est la compagnie aérienne nationale du Qatar. Elle assure des vols internationaux sur les cinq continents depuis son principal hub à l'aéroport international de Doha. Qatar Airways est classée 5 étoiles selon Skytrax, organisme indépendant, et elle est designée meilleure compagnie du monde en 2021 pour la sixième fois

## Histoire
Fondée en novembre 1993, elle commença à voler l'année suivante en 1994. Elle est présidée de 1997 à 2023 par Akbar Al Baker, puis par Badr Mohammed Al Meer, son PDG actuel. De seulement 4 avions en 1997, elle passe à 28 à la fin de 2003, 50 en 2006 et exploite à ce jour plus de 200 appareils incluant sa flotte cargo.
En juin 2007, elle annonce au Salon international de l'aéronautique et de l'espace de Paris-Le Bourget la plus grande commande d'Airbus A350, soit 80 ainsi que de 3 Airbus A380 additionnels. Lors du Salon aéronautique de Dubaï de novembre 2007, Qatar Airways commande 60 Boeing 787 Dreamliner dont 30 en option ainsi que 32 Boeing 777. Le 26 novembre 2004, Qatar Airways inaugure sa nouvelle route aérienne entre Doha et Pékin, devenant la première compagnie du Moyen-Orient à desservir la capitale chinoise.
Début 2005, Qatar Airways desservait 56 destinations. Le 2 décembre 2005, Qatar Airways inaugure sa nouvelle route aérienne entre Doha et Madrid. Le 11 septembre 2006, Qatar Airways reçoit son premier Airbus A340-600, déployés sur les rotations vers Paris CDG.
Elle commence à desservir l'Amérique du Nord pour la première fois avec des vols quotidiens en juin 2007 vers New York à l'aéroport international Liberty de Newark et un mois plus tard en juillet 2007 vers Washington à l'aéroport international de Washington-Dulles. Le 27 novembre 2007, Qatar Airways inaugure sa nouvelle route aérienne entre Doha et Stockholm, devenant la première compagnie aérienne du Moyen-Orient à desservir la Scandinavie.
En octobre 2008, Qatar Airways transfère ses vols à l'aéroport international John-F.-Kennedy de New York. Le 31 mars 2009, Qatar Airways inaugure sa nouvelle route aérienne quotidienne entre Doha et Houston, faisant ainsi sa troisième entrée aux États-Unis.

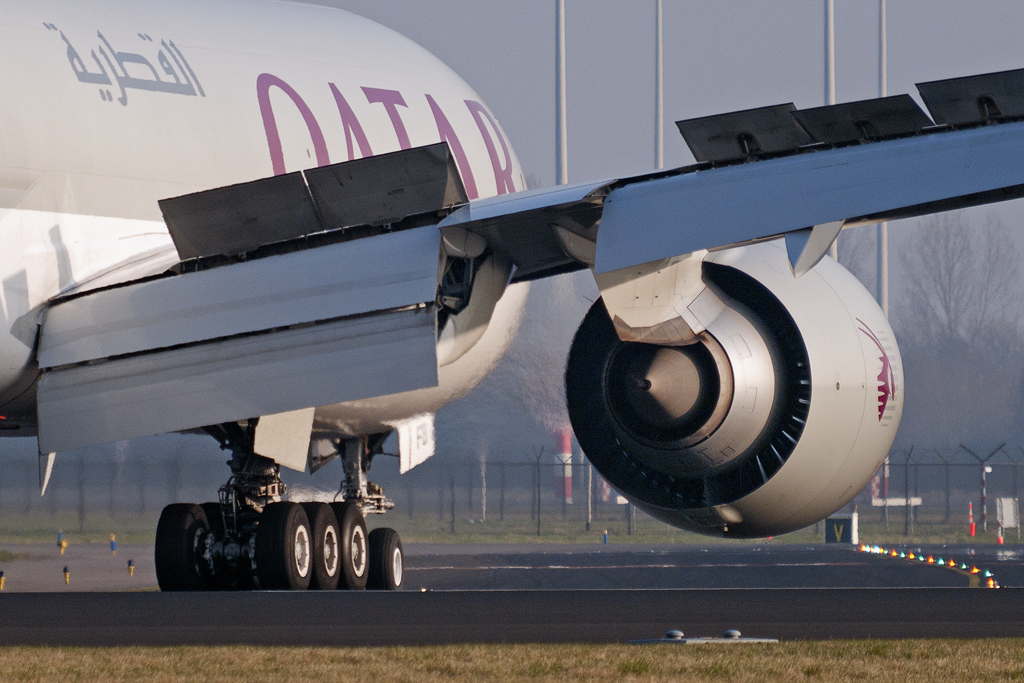
Boeing 777F (version cargo) de Qatar Airways.

La desserte d'Alep en Syrie ouverte en avril 2011 devient la centième escale de la compagnie dans le monde. Le 2 février 2011, la compagnie Qatar Airways annonce sa première liaison vers le Québec, en desservant Montréal-Trudeau à compter du 29 juin 2011 à raison de 3 vols par semaine.
Durant le deuxième semestre 2011, sept nouvelles escales sont ouvertes : Médine, Oslo, Calcutta (douzième escale en Inde), Sofia, Benghazi, Chongqing, Entebbe (16e escale africaine).
Le 9 juin 2011, la compagnie conclut un accord de partenariat stratégique avec la compagnie cargo luxembourgeoise Cargolux pour développer ses activités cargo. Selon cet accord, Qatar Airways va acquérir 35 % de Cargolux, reprenant ainsi l’intégralité de la participation qu’avait le Grand-Duché dans la compagnie aérienne. La transaction est conclue durant l'été 2011. Mais en novembre 2012, Qatar Airways annonce son intention de céder les 35 % de parts qu'elle possède dans la compagnie de fret luxembourgeoise ne parvenant pas à trouver un accord avec les autres actionnaires sur la stratégie à adopter.
Le 19 janvier 2012 lors du Bahrain Air Show, Al Baker affirmait que Qatar Airways recherchait à acquérir une compagnie aérienne européenne, en l'occurrence la compagnie espagnole Spanair. Mais cette dernière trop endettée, cessa ses opérations le 27 janvier 2012.
Le 29 octobre 2013, elle intègre officiellement l'alliance Oneworld lors d’une cérémonie à Doha.

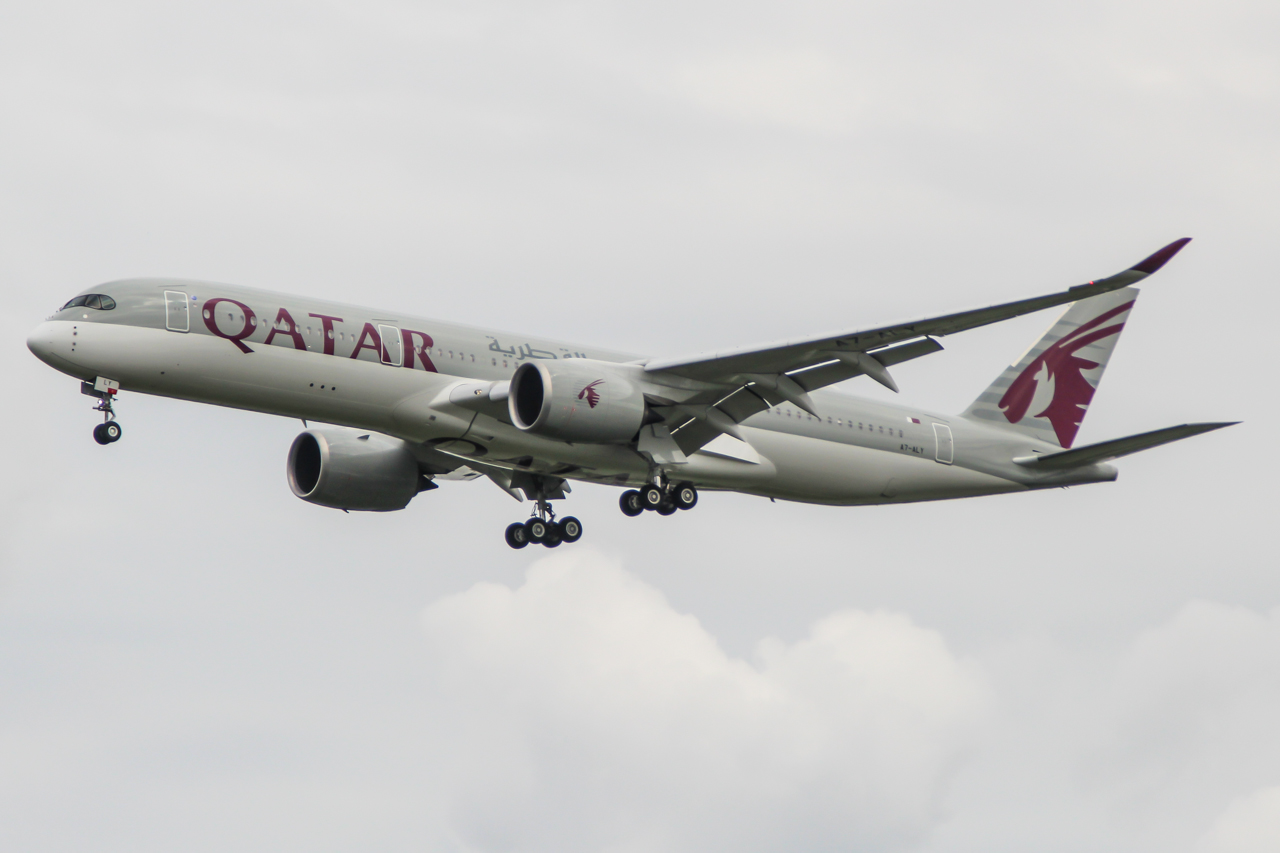
Qatar Airways est le plus grand opérateur d'A350 au monde

Le 15 janvier 2015, elle devient la première compagnie au monde à exploiter l'A350-900 de Airbus commercialement entre Doha et Francfort. L'A350 desservira ensuite Singapour et Munich.
Le 30 janvier 2015, Qatar Airways renforce son partenariat avec International Airlines Group (IAG). En effet, la compagnie de l'émirat pétrolier a acquis 9,99 % pour un montant de 1,15 milliard de livres sterling de la maison-mère de British Airways, d'Iberia et de Vueling, ont annoncé les deux groupes aériens qui sont membres de l'alliance Oneworld.
Le 4 février 2016, Meridiana a annoncé que sa maison-mère Alisarda a signé un protocole d’accord avec Qatar Airways en vue d’un partenariat stratégique visant à la redynamiser. L’accord signé entre Qatar et Airways et Alisarda fixe les conditions d’une transaction qui doit intervenir au premier semestre 2016, a indiqué Meridiana le 4 février. Selon la presse italienne, la compagnie du Golfe serait prête à rentrer au capital de Meridiana à hauteur de 49 %, le maximum autorisé par la législation européenne pour un investisseur non-européen.
En juillet 2016, lors du salon de Farnborough, Qatar Airways annonce qu'elle va acquérir jusqu’à 10 % du capital de LATAM Airlines via une augmentation de capital de 613 millions de dollars US à travers l’émission de nouvelles actions au prix de 10 dollars. La transaction devrait s’achever au cours du 4e trimestre de l’année 2016.
Le 28 juillet 2016, Qatar Airways annonce avoir porté de 15 % à 20,01 % sa participation dans le groupe IAG.
En juin 2017 une crise diplomatique entre le Qatar d'une part, l'Arabie saoudite, les Émirats arabes unis, Bahreïn et d'autres pays arabes d'autre part, aboutit à l'interdiction pour les avions de Qatar Airways d'emprunter l'espace aérien de l'Arabie saoudite et des Emirats. Les vols de Qatar Airways à destination de ces pays sont également interdits. La seule possibilité pour les vols de Qatar Airways en provenance ou à destination du Qatar est de passer par l'espace aérien de Bahrein, qui leur reste accessible nonobstant la rupture des relations diplomatiques entre Bahreïn et le Qatar, pour ensuite emprunter l'espace aérien iranien. Tout cela se traduit par des détours et des surcoûts importants dus notamment à la consommation accrue de carburant.
Le 20 juin 2017, aux SKYTRAX 2017 World Airline Awards de Paris, Qatar Airways est déclarée meilleure compagnie aérienne mondiale. Cela à la suite d'un vote des voyageurs à travers le monde dans le sondage annuel sur les passagers. La compagnie qatari remporte ainsi le titre de la compagnie aérienne de l'année pour la quatrième fois. Qatar Airways a aussi remporté les prix de la meilleure classe d'affaires du monde, le meilleur salon de première classe du monde et la meilleure compagnie aérienne au Moyen-Orient.

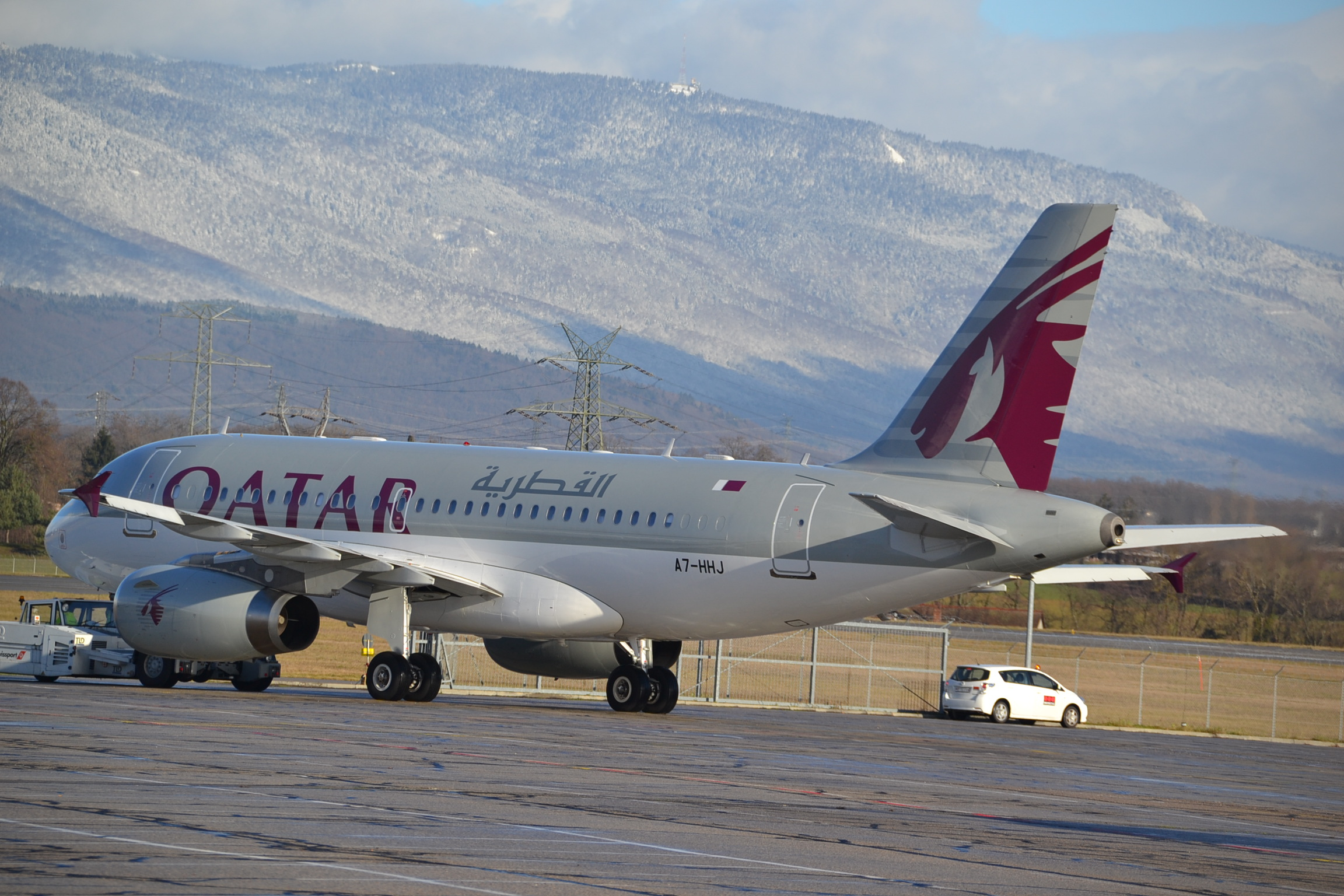
Airbus A319 à l'aéroport de Genève, en Suisse.

En juillet 2017, la compagnie annonce qu'elle va rajouter d'ici la fin de l'année 2018, près de 26 destinations « exotiques ». Il s'agit notamment de Chiang Mai (Thaïlande), Rio de Janeiro, San Francisco ou encore Santiago, au Chili.
En août 2017, Al Baker est élu président du conseil des gouverneurs de l'Association internationale du transport aérien (IATA).
Après avoir été autorisée par la Commission européenne, Qatar Airways rachète 49 % des parts de la compagnie sarde Meridiana et avec pour ambition de porter sa flotte des 12 appareils de 2017 à 50 appareils en 3 ans, la rebaptise Air Italy.
La crise économique provoquée par la pandémie de Covid-19 conduit Qatar Airways à annoncer en 2020 le licenciement de 20 % de ses employés et un report de paiement des salaires pour une partie de ses effectifs.
Malgré les sanctions internationales et la condamnation mondiale de l'invasion de l'Ukraine par la Russie en 2022, Qatar Airways a continué ses opérations en Russie. Cette décision a suscité des critiques, car de nombreuses entreprises et compagnies aériennes ont cessé leurs activités en Russie pour protester contre le conflit en cours, qui a entraîné d'importantes pertes civiles et des destructions en Ukraine. En maintenant ses vols à destination et en provenance de la Russie, Qatar Airways s'est alignée sur d'autres compagnies aériennes et entreprises figurant sur la liste « business as usual », qui comprend des entités ayant choisi de poursuivre leurs activités malgré la crise géopolitique,,. La persistance de la compagnie à desservir le marché russe a non seulement attiré des réactions négatives, mais a également soulevé des questions éthiques sur sa position en cette période de tensions mondiales accrues. De plus, cette controverse coïncide avec le différend juridique en cours entre Qatar Airways et Airbus concernant les livraisons d'avions Airbus A350, ce qui complique davantage sa position au sein de l'industrie mondiale de l'aviation. Les critiques estiment que la décision de Qatar Airways compromet les efforts de la communauté internationale visant à faire pression sur la Russie pour qu'elle mette fin aux hostilités, ainsi que l'objectif plus large de soutenir l'Ukraine face à la crise humanitaire,,.

## Destinations

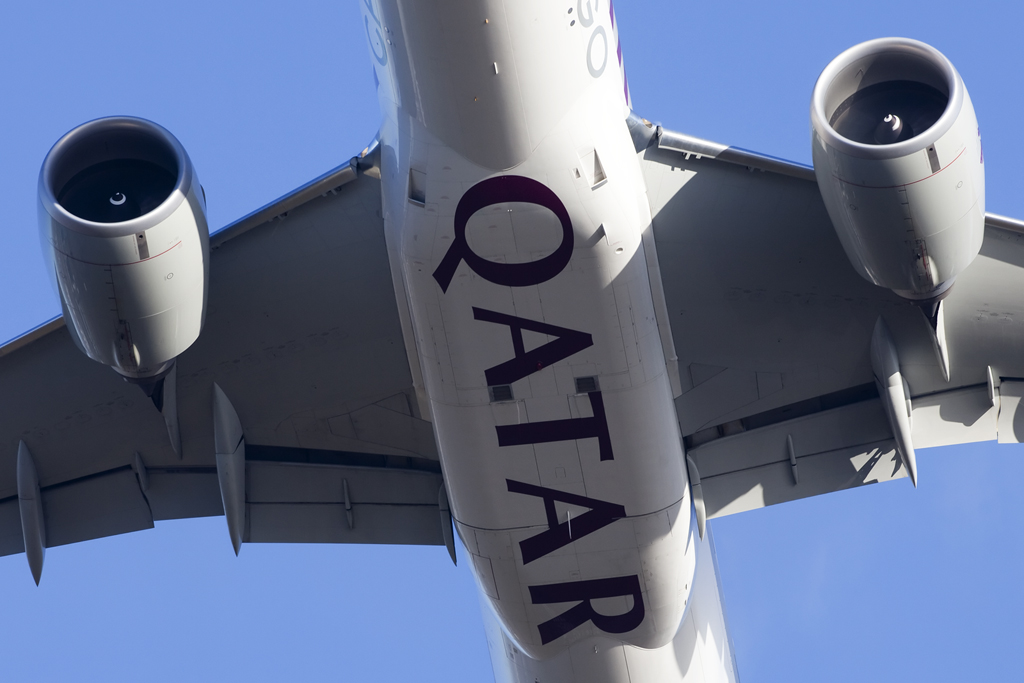
Le nom « Qatar », est inscrit sur le ventre des avions de la compagnie.

Au 2 août 2016, Qatar Airways dessert 157 destinations en Afrique, en Amérique du Nord, en Amérique du Sud, en Asie, en Europe, en Océanie et au Moyen-Orient.
En décembre 2017, la compagnie aérienne Qatar Airways inaugure sa nouvelle liaison entre Doha et Saint-Pétersbourg. C'est sa deuxième liaison vers la Russie.

## Flotte
En mai 2025, les appareils ci-dessous sont en service au sein de la flotte de Qatar Airways,. L'âge moyen de sa flotte est de 9,9 ans, soit l'une des plus récentes du monde.
Qatar Airways est la compagnie de lancement de l'A350-900 et de l'A350-1000. Pour cette dernière référence, elle est l'un des plus grands clients avec 76 appareils commandés.
Le PDG de la compagnie, Akbar Al-Baker, déclare en mai 2019 vouloir limiter le nombre de modèles d'avions à 4 au sein de sa flotte afin d'optimiser les coûts… La compagnie conservera uniquement au sein de sa flotte long-courrier des A321neo, des A350 (-900 et -1000), des B777 (-200LR, -300ER, -8X et -9X) et des B787 (-8 et -9).

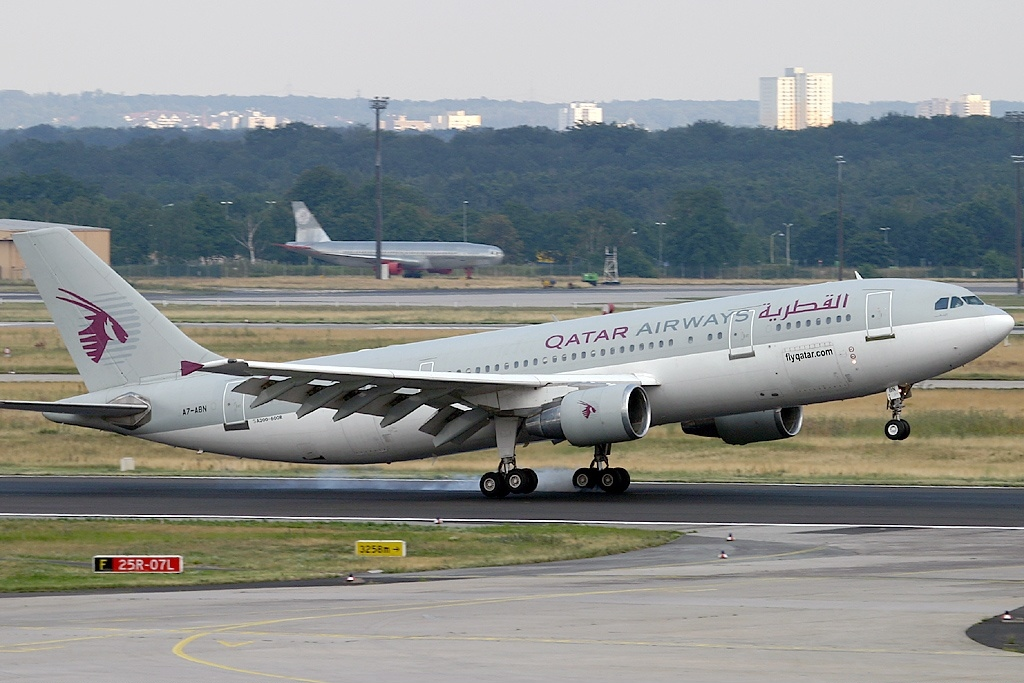
Un ancien Airbus A300B4-622R de la compagnie

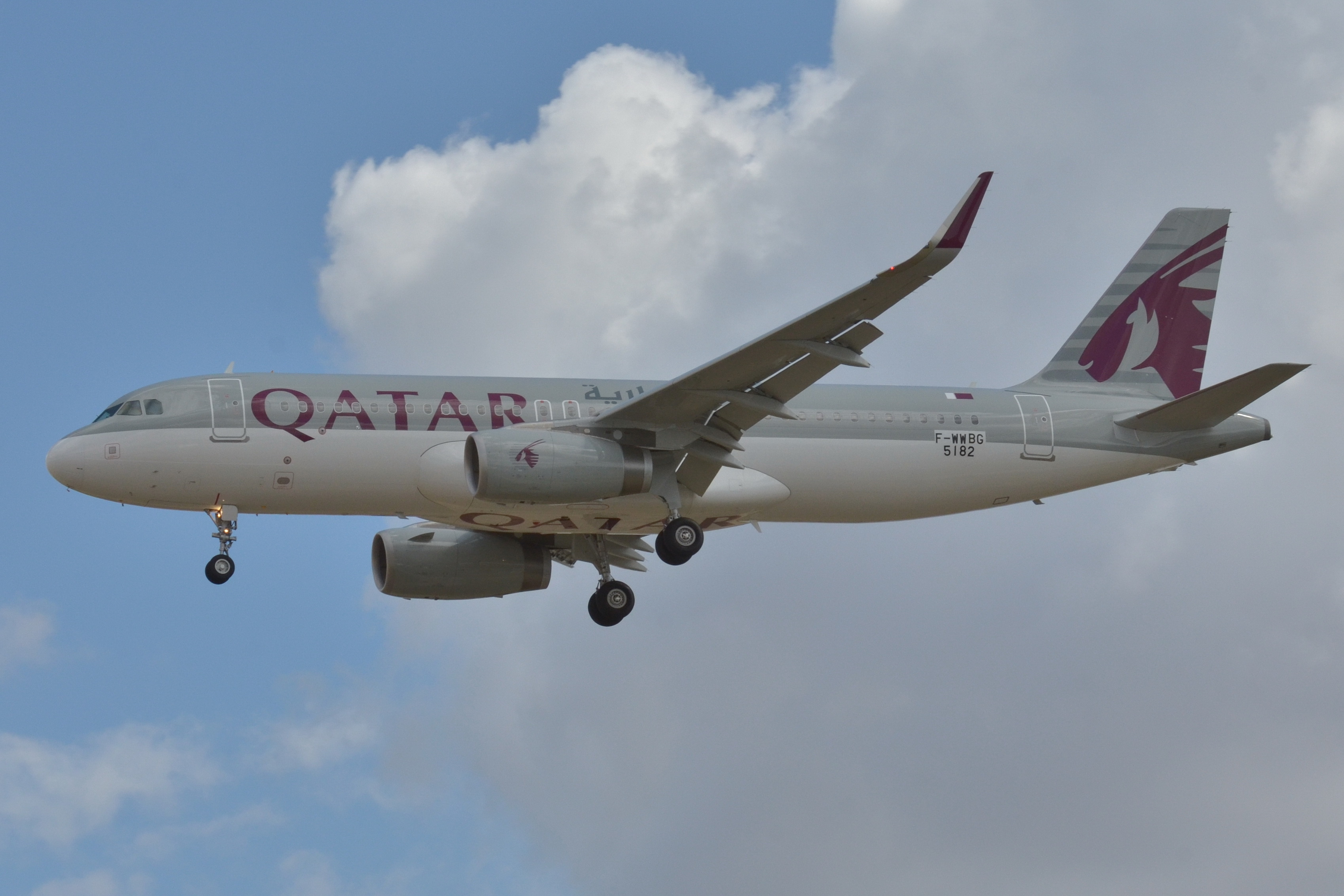
Airbus A320 à l'aéroport de Toulouse-Blagnac.

Le 15 juin 2009, Qatar Airways annonce l'achat de 24 Airbus A320 lors du Salon international de l'aéronautique et de l'espace de Paris-Le Bourget.
Le 20 juin 2011 lors du salon du Bourget, Qatar Airways commande 6 Boeing 777-300ER supplémentaires. Lors du salon aéronautique de Dubaï en novembre 2011, la compagnie qatarie annonce une commande ferme portant sur 2 B777 freighter, 50 A320 NEO ainsi que 5 A380 supplémentaires (portant le nombre total à 10) assortie d'une option sur 20 A320neo et 3 A380. Le premier A380 a été livré le 16 septembre 2014, puis mis en service sur la route Doha-Londres Heathrow. Les routes Doha-Paris, Doha-Bangkok, Doha-Guangzhou et Doha-Sydney ont suivi. En 2019, c'est le seul appareil de la flotte de Qatar Airways équipé d'une première classe.
Une nouvelle classe affaires est dévoilée le 7 mars 2012 lors du salon ITB de Berlin et sera implantée à bord des Boeing 787 Dreamliner, supérieure en confort à la classe Affaires existante à bord des B777-300ER et B777-200LR actuels. Skytrax a élu la classe affaire de Qatar Airways comme meilleure au monde en 2013.
Le 18 juin 2013, lors du salon du Bourget, Qatar Airways commande 9 Boeing 777-300ER supplémentaires. Le 16 juillet 2014 lors du salon aéronautique de Farnborough, Akbar Al Baker confirme la commande ferme auprès de Boeing de 50 777-9X d'une valeur catalogue de 18,9 milliards de dollars. Cette commande s'accompagne de droits d'achat pour 50 appareils supplémentaires. Le 16 juin 2015 lors du salon du Bourget, Qatar Airways annonce une nouvelle commande d'une valeur de 4,8 milliards de dollars, portant sur dix 777-8X et quatre 777F.
Le 7 octobre 2016, la compagnie a annoncé la commande de 30 787-9 et 10 777-300ER pour une valeur de 11,7 milliards de dollars et a signé une lettre d'intention concernant l'acquisition de 60 737 MAX 8 d'une valeur de 6,9 milliards de dollars. En décembre 2017, la direction annonce qu'elle a fait une commande de 50 Airbus A321.
Apres plusieurs retards de livraison du notamment à la "complexité des sièges" prévus pour sa classe affaire par la compagnie pour ce nouvel avion, la direction de Qatar Airways annonce la livraison de son premier Airbus A350-1000 en février 2018, (livraison prévue initialement en 2017).
Qatar Airways a réceptionné le 20 février son premier A350-1000. Son premier vol commercial a été effectué le samedi 24 février entre Doha et Londres.
Les tensions entre la compagnie et le constructeur Airbus aboutissent à des annulations de contrats de la part du constructeur en 2022.
Le 31 janvier 2022, à l'occasion d'une visite du l'émir du Qatar à la Maison-Blanche, Qatar Airways a signé un contrat avec l'entreprise Boeing. La compagnie aérienne s'est engagé à acheter 34 avions 777-8 Freighter (les nouveaux gros-porteurs de Boeing) et a posé une option sur 16 avions supplémentaires, pour un total de plus de 20 milliards de dollars au prix catalogue. Il s'agit de la plus importante commande qui ait alors été reçue par Boeing de tout temps. Qatar Airways a également commandé 25 monocouloirs 737 MAX dans sa version la plus grande ainsi qu'une option pour 25 autres, pour un prix catalogue d'environ 7 milliards de dollars.
En juillet 2024, à l'occasion du deuxième jour du salon aéronautique de Farnborough, Qatar Airways a annoncé la commande de 20 Boeing 777-9 supplémentaires, portant ainsi à 60 le nombre total de ces appareils dans son carnet de commandes, et à 94 celui des avions de la série 777X.
En mai 2025, Qatar Airways et Boeing ont révélé une commande massive de 210 long-courriers, dont 130 Boeing 787 Dreamliner, et 30 777-9, ainsi que des options pour 50 787 et 777X supplémentaires. Cette commande, qui est la plus importante jamais faite par Qatar Airways, porte ainsi le nombre de 777-9 commandés par la compagnie à 90. Badr Mohammed Al Meer, PDG de la compagnie, a annoncé peu après l'annulation de la commande des 50 Boeing 737 MAX-10 (dont 25 en option).

### Flotte historique
Au cours des années, Qatar Airways a fait voler les appareils suivants :
Bien que n'étant pas affiliés à la compagnie aérienne, certains avions VIP appartenant à la famille royale et au gouvernement sont également peints en livrée Qatar Airways. Il s'agit notamment des Airbus A310-300, A319CJ, A320, A330-200, A340-200, A340-500, Bombardier BD-100 BD-700 et d'un avion de la Qatar Air Force, un Boeing C17. Un Boeing 747-8BBJ sert d'avion présidentiel à l'émir du Qatar, peint aux couleurs de la compagnie aérienne. L'autre Boeing 747-8BBJ peint aux couleurs d'un jet privé fut donné au président Turc, en 2019, après avoir servi de jet privé à l'émir du Qatar.
Une filiale VIP de Qatar Airways, créée en 2009, est dénommée Qatar Airways Executive, comprenant 5 Gulfstream G650ER, 2 Gulfstream G500, 3 Bombardier Challenger 605, 4 Global 5000 et 1 Global XRS.

## Partenariats

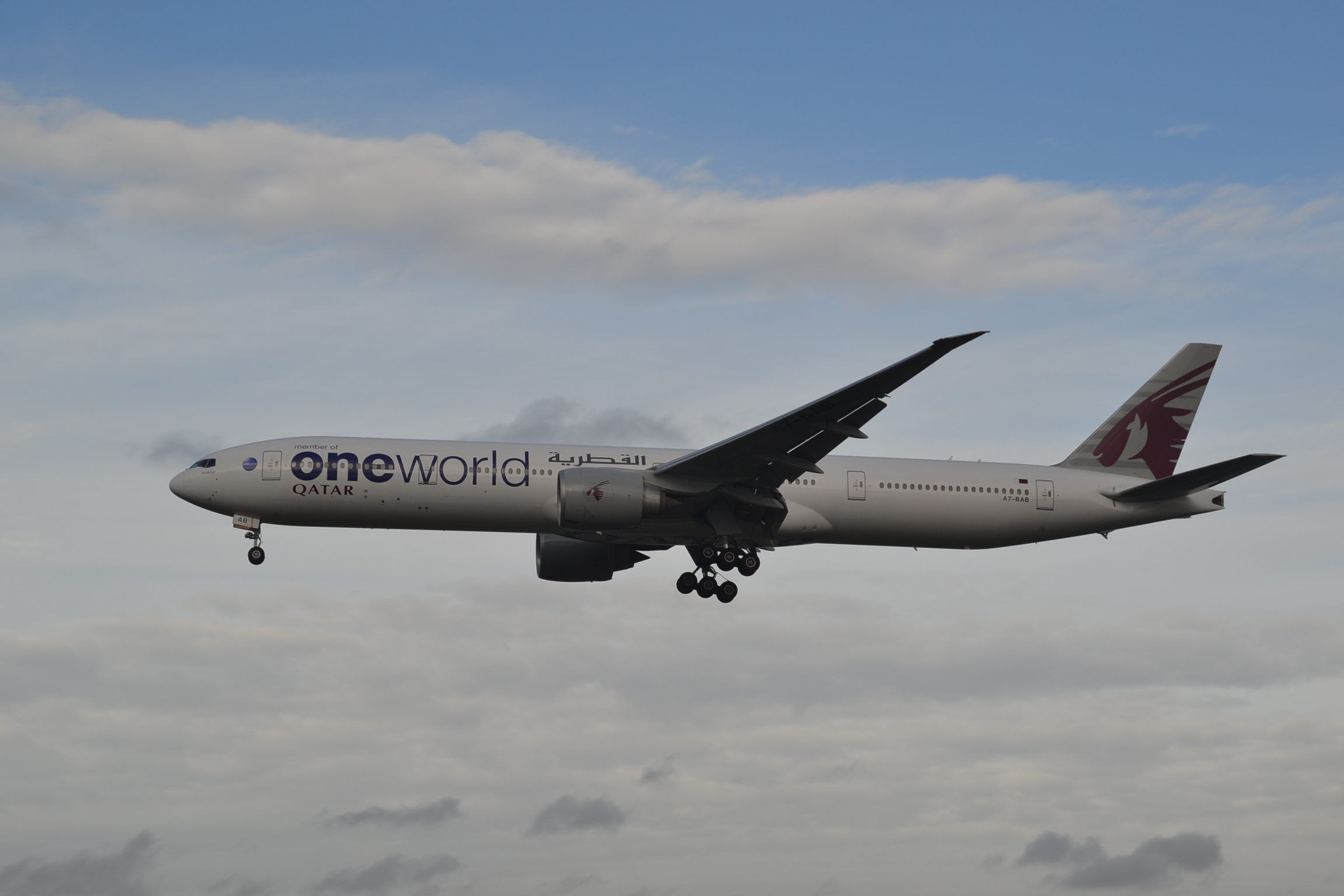
Qatar Airways fait partie de l'alliance Oneworld. Ici l'un de ses Boeing 777 avec une peinture spéciale Oneworld.

Qatar Airways fait partie de l'alliance Oneworld et possède des accords de partage de codes avec les compagnies aériennes suivantes :
- All Nippon Airways
- Asiana
- Malindo Air[56]
- Azerbaijan Airlines
- GOL Transportes Aéreos
- Vueling[57]
- American Airlines
- Royal Air Maroc
- Iberia[58]
- Middle East Airlines
- Philippine Airlines
- Malaysia Airlines

Qatar Airways a annoncé un partenariat avec la fondation Education Above All surtout en octobre 2024. Les membres de Beyond Business peuvent également racheter leurs Qrewards pour soutenir les programmes éducatifs et les ressources pour les enfants dans les communautés mal desservies,.

### Participation au capital d'autres compagnies et groupes
- 49 % Air Italy (Compagnie en liquidation judiciaire en février 2020 [61]).
- 10 % LATAM Airlines Group
- 9,99 % Cathay Pacific
- 5 % China Southern Airlines [62]
- 20 % International Airlines Group

## Communication

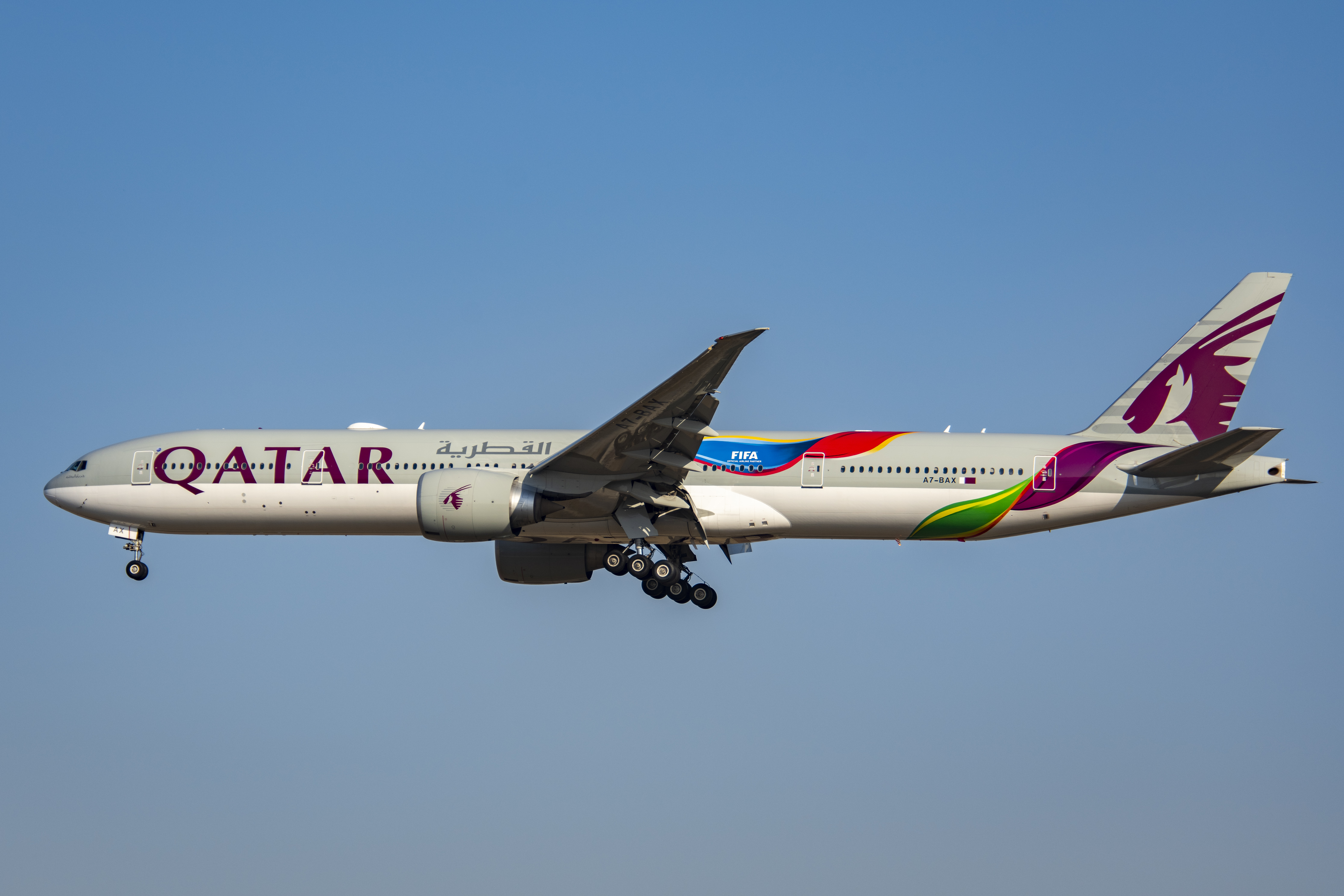
Un Boeing 777 peint spécialement pour la Coupe du monde 2022 au Qatar.

Afin de faire la promotion de la société de transport aérien qatari, ses managers ont mis en place une stratégie de communication et de partenariat. Parmi les décisions, il a été décidé d'investir dans le football et dans l’événement majeur qui est la Coupe du monde de Football. Ainsi, en mai 2017 Qatar Airways annonce avoir été choisi comme partenaire officiel et compagnie aérienne officielle de la FIFA dans le cadre d'un programme de parrainage jusqu'à 2022.
Les prochains événements sponsorisés par Qatar Airways comprendront la Coupe des confédérations de la FIFA 2017, la Coupe du monde de la FIFA 2018 en Russie, la Coupe du monde des clubs de la FIFA, la Coupe du monde féminine de la FIFA et la Coupe du monde FIFA 2022 au Qatar.
En tant que partenaire officiel de FIFA, Qatar Airways disposera de nombreux droits de commercialisation et de marque lors des deux prochaines Coupes du monde de la FIFA, avec une audience attendue de plus de 2 milliards de personnes par tournoi.

### Sponsoring

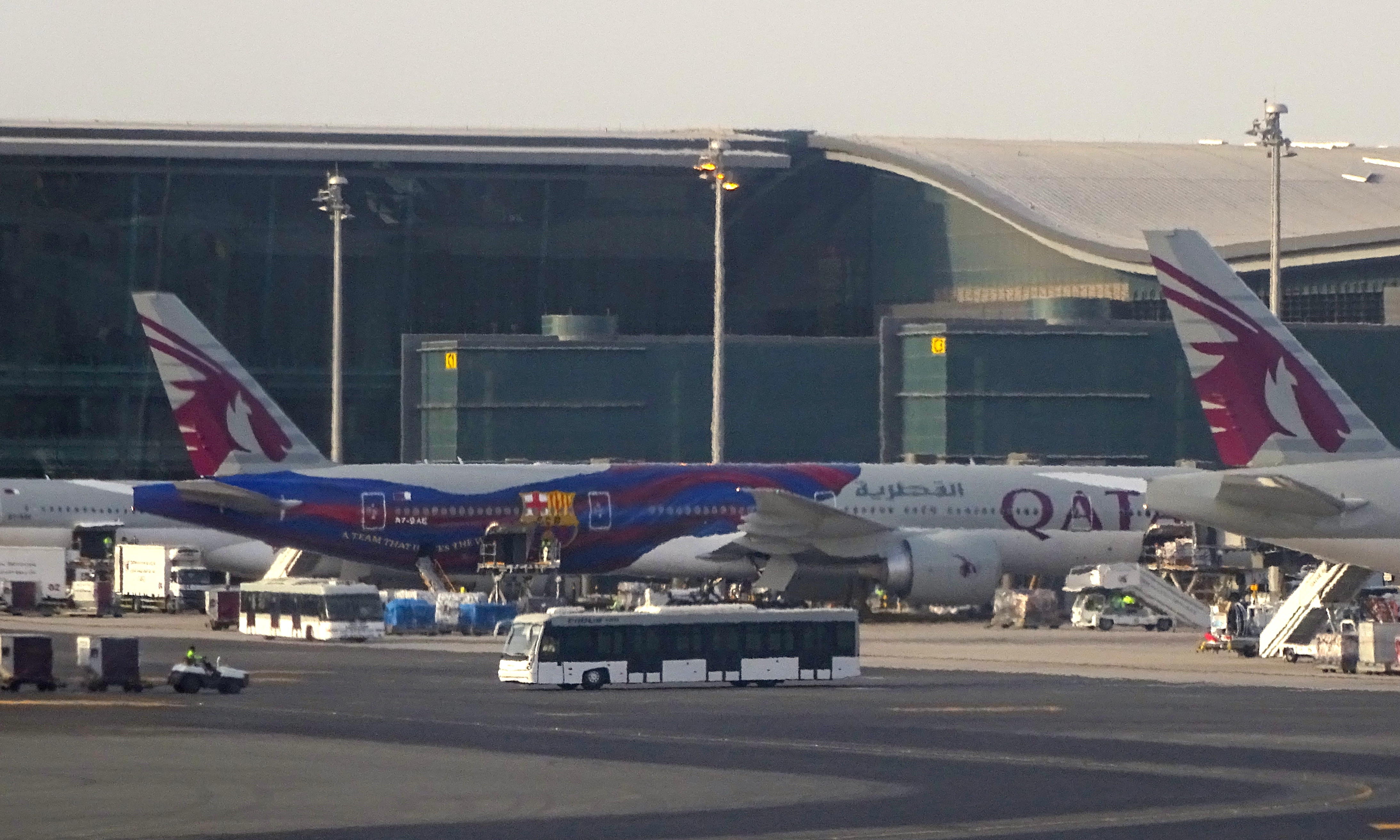
Avion Qatar Airways aux couleurs du FC Barcelone (à Doha).

- Espagne :  FC Barcelone, Qatar Airways devient à partir de juin 2013 le principal sponsor. Le logo de la compagnie apparaîtra sur le maillot du club de football catalan moyennant un contrat de 210 millions de dollars[66]. Il s'agissait à l'époque du contrat le plus important dans ce domaine. La compagnie a depuis été remplacée ;
- Arabie saoudite : Al-Ahli SC ;
- Italie : l'AS Roma (depuis mai 2018) ;
- France : Paris Saint-Germain, partenaire premium (depuis février 2020), puis sponsor principal sur le maillot du club parisien. (depuis juin 2022) ;
- France : Section paloise, partenaire premium (depuis août 2024)[67];
- Tunisie :  Club africain (depuis août 2020)[68].
- Belgique :  KAS Eupen (depuis août 2020).

### Logo
Depuis sa création, le logo de Qatar Airways comporte l'emblème national du Qatar, l'oryx. Il a été modifié trois fois au cours de son histoire. Les couleurs principales de la compagnie sont le bordeaux et le gris.

Évolution du logo de Qatar AIrways
1993-1997
Logo depuis 2006

## Galerie

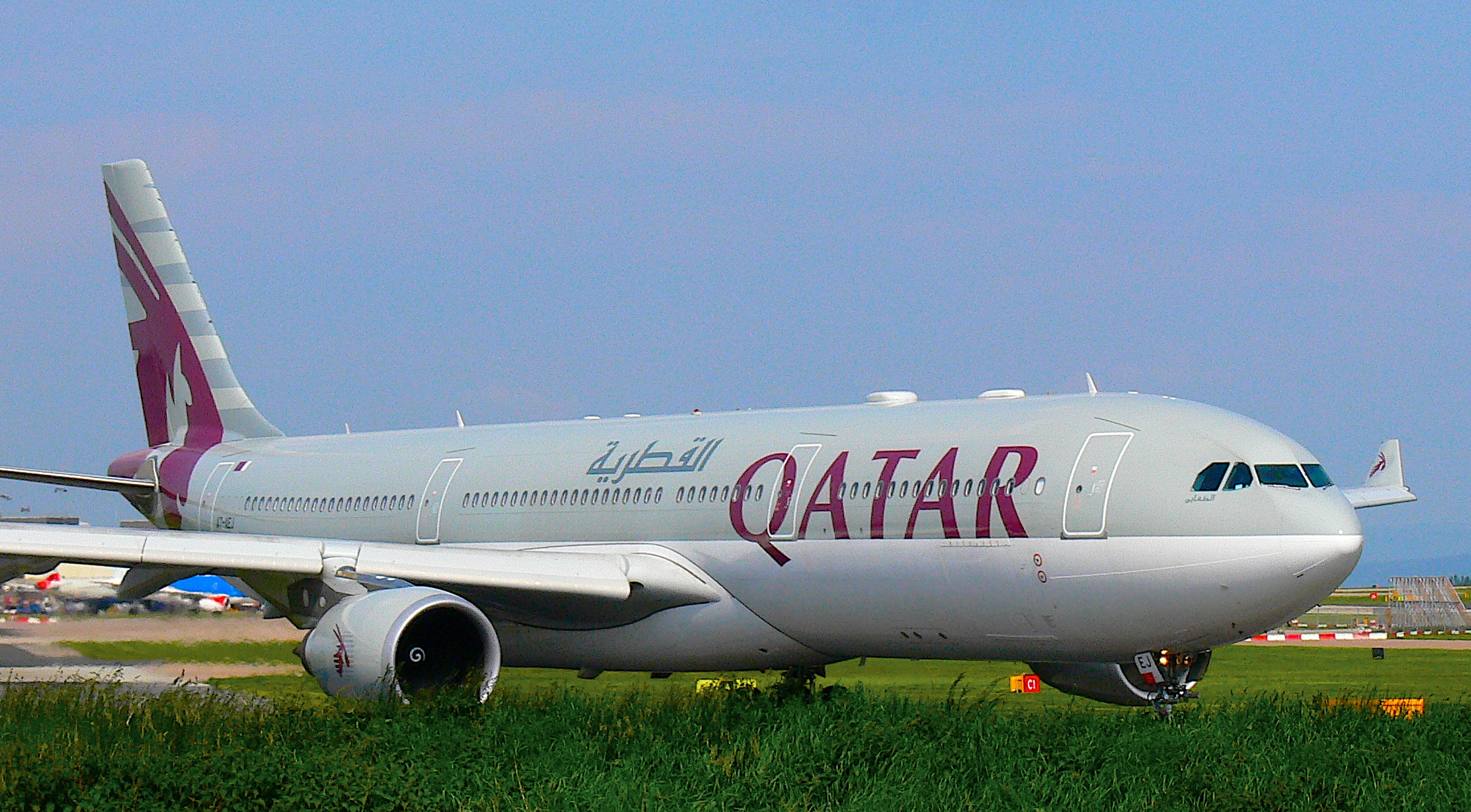
Airbus A330-300.
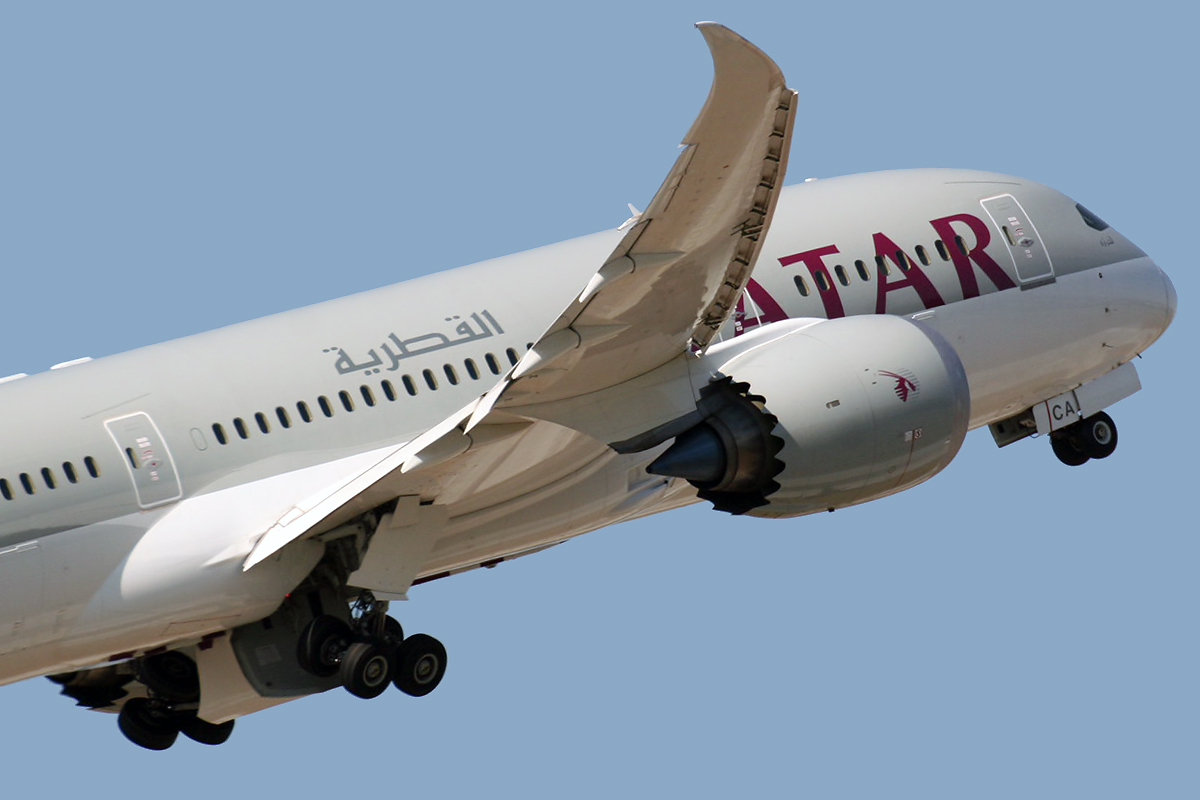
Boeing 787-8 Dreamliner
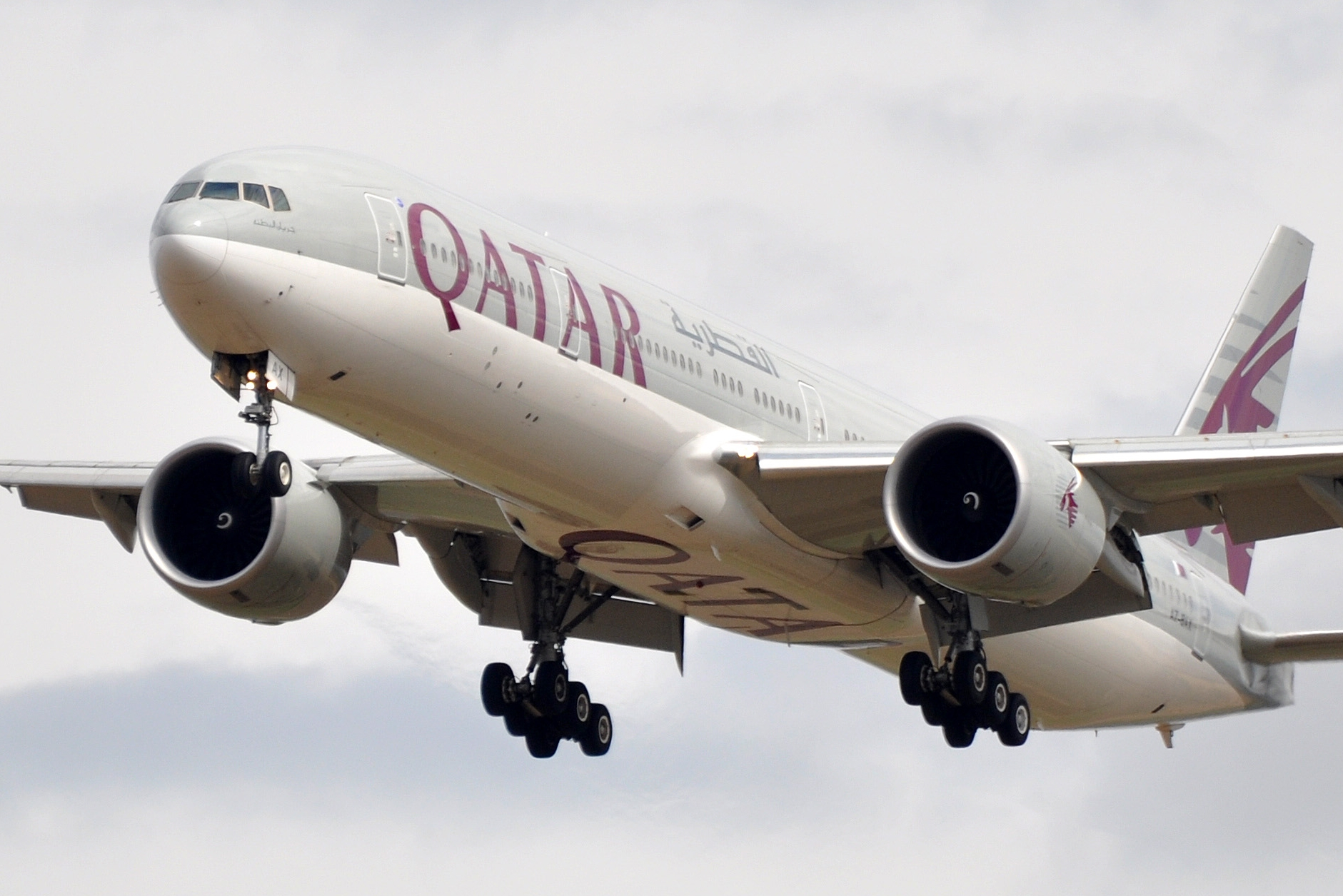
Boeing 777
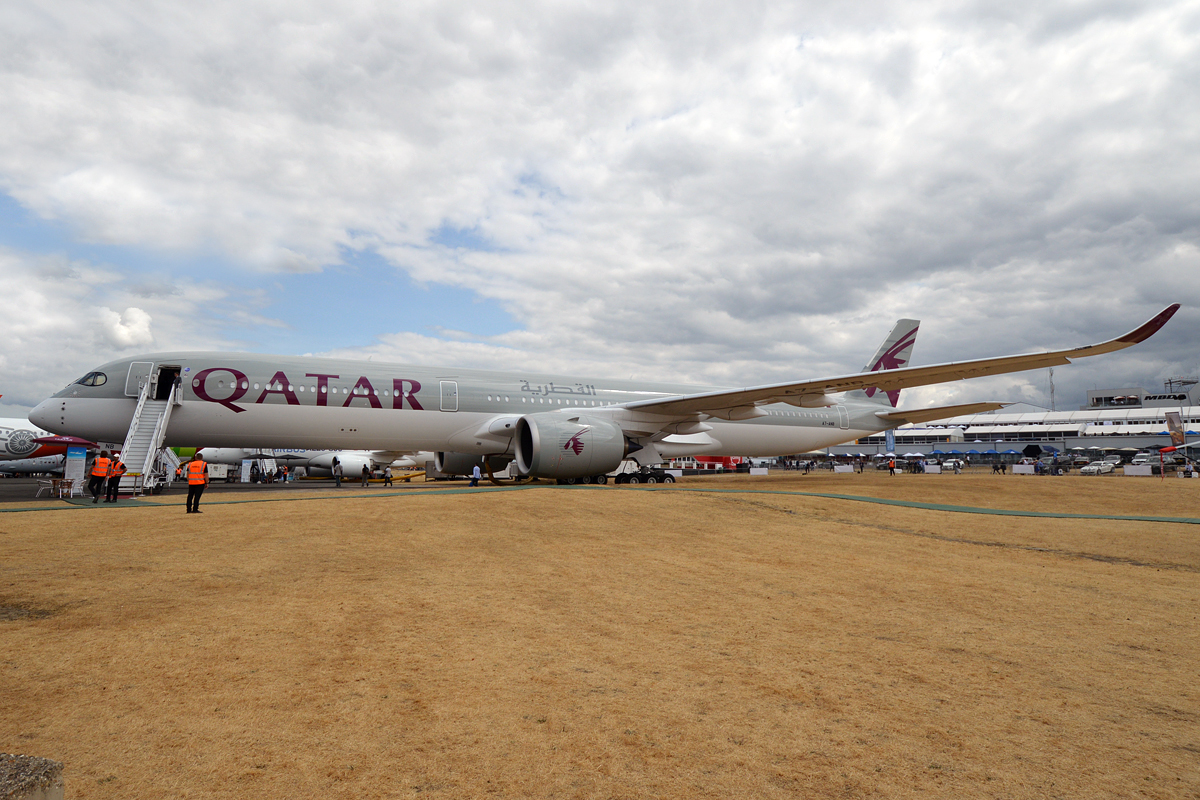
A350-1000
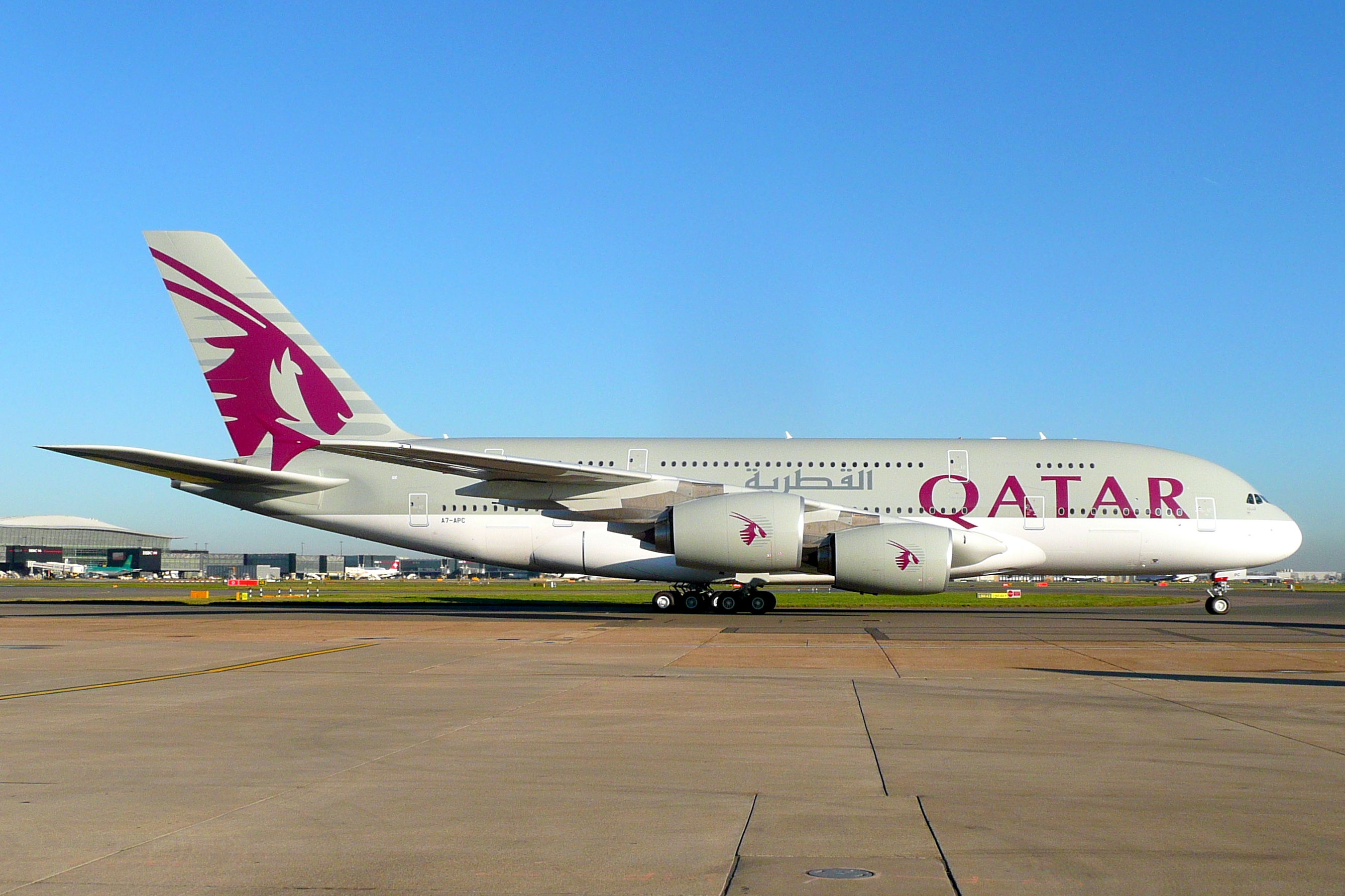
A380